# Microlaimus macrocirculus
Microlaimus macrocirculus är en rundmaskart. Microlaimus macrocirculus ingår i släktet Microlaimus, och familjen Desmodoridae. Arten är reproducerande i Sverige.